# 레이니썬
레이니 썬(영어: Rainy Sun)은 대한민국의 록 밴드이다. 1993년 부산에서 결성되어, 몇 번의 멤버 교체를 거쳐 현재 1집 멤버였던 보컬 정차식, 기타 김태진, 베이스 최태섭, 드럼 김대현이 다시 모여 활동하고 있다.

## 개요
1990년대 '귀곡 메탈'이라는 별명을 얻은 색깔 있는 음악으로 인디씬에 충격을 주었다.
몽환적이고 기괴한 음악과 정차식 특유의 흐느끼는 듯하다가도 폭발하는 보컬이 특히 인상적이다.
1집은 정차식의 흐느끼는 듯한 가성과 샤우트 창법이 어우러진, 다른 밴드의 음악과 확실히 차별되는 레이니썬만의 강렬한 메탈 음악을 보여주고 있다. 직접 작사 작곡한 11개 곡이 들어가 있으며 재발매판에는 'Blue System'의 'Under my skin'과 '조덕배'의 '꿈에'의 리메이크 곡이 보너스 트랙으로 들어가 있다.
2집(1.5집이라고도 한다) <유감>은 1집과는 다소 다른 분위기의 앨범으로 모두 영어 가사였던 1집과 달리 한글 가사의 노래가 많이 포함되어 있는 것도 특징이다. 메탈이라기보다는 모던 록이나 팝에 가까운 노래들이 독특한 보컬과 결합되어 레이니썬만의 분위기를 내고 있다. 영화 <새는 폐곡선을 그린다>에 들어간 'OceanⅡ'와 화이트데이에 들어간, 특이하게 러시아어 가사인 'Palobina'가 이 앨범에 수록되어 있다.
3집 <WOMAN> 역시 강렬한 메탈 음악보다는 모던 록과 트립 합에 가까운 조용하고 우울한 음악이 주류를 이루고 있다. 3집에는 재즈 드럼 연주자인 '크리스 바가'가 드러머로 합류해 레이니썬이 추구하는 음악의 넓은 지평을 알 수 있다.
2009년에 발매된 4집 <Origin>은 앨범의 제목에서 알 수 있듯 레이니썬의 초기 사운드로 많이 돌아간 듯한 앨범으로 1집과 비슷한 어둡고 강렬한 메탈 음악이 주를 이루고 있으나 현악이 포함된 '재'라든가 좀 더 가벼운 느낌의 락음악을 보여주는 'Water'와 같이 다양한 음악을 추구하는 모습 또한 보이고 있다.

## 구성원
보컬 정차식과 기타 김태진은 1집 때부터 지금까지 탈퇴하지 않고 계속해서 밴드에서 활동한 멤버들이다.
- 정차식 - 보컬
- 김태진 - 기타
- 최태섭 - 베이스
- 김대현 - 드럼

### 이전 구성원
- 크리스 바가 (Chris Varga) - 드럼
- 강희찬 - 베이스
- 이민정 - 베이스
- 정윤택 - 베이스
- 이유재 - 베이스

## 음반

### 정규 앨범
- 1998년 1집 <Porno Virus>
- 2000년 2집 <유감>
- 2003년 3집 <WOMAN>
- 2009년 4집 <Origin>

### 그 외
- 앨범참여
  - 1997년 너바나 트리뷰트 앨범 <Smells like Nirvana>에 'Dumb'로 참여
  - 1998년 컴필레이션 앨범 <Open The Door vol.1> 'Nonfiction'으로 참여
  - 1999년 컴필레이션 앨범 <Indie Power 1999> '꿈에'로 참여
  - 2001년 컴필레이션 앨범 <대한민국 하드코어 2001>에 'Echo'로 참여

- O.S.T. 참여
  - 1999년 영화 <새는 폐곡선을 그린다> O.S.T. 'OceanⅡ'로 참여
  - 2000년 영화 <가위> O.S.T. 'Reflex Angel'로 참여
  - 2001년 게임 <화이트데이> O.S.T. 'Palobina'로 참여

## 출연
- 2009년 <EBS 스페이스 공감>

## 공연
- 2007년 <펜타포트 락 페스티벌> 공연
- 2009년 <지산 밸리 록 페스티벌> 공연